# Rixdorfer Höhe

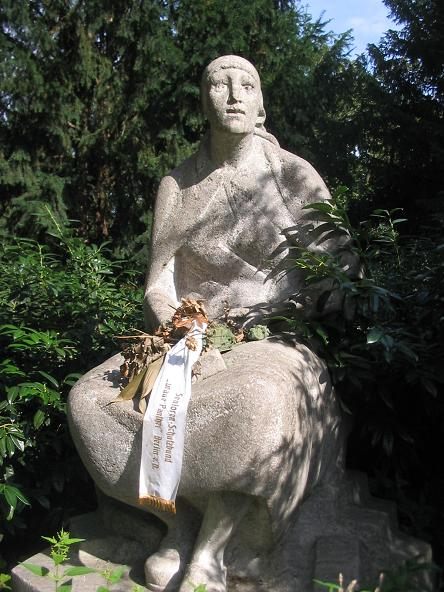
Trümmerfrau-Denkmal am Fuß der Rixdorfer Höhe

Die Rixdorfer Höhe ist ein 67,9 Meter hoher Trümmerberg in Berlin-Neukölln.
Nach dem Zweiten Weltkrieg wurde von 1948 bis 1953 die Anlage des Volksparks Hasenheide durch den Gartenamtsleiter Kurt Pöthig im westlichen Teil um die Rixdorfer Höhe, einen aus 700.000 Kubikmeter Trümmer aufgeschütteten Berg, erweitert. Auf der 1951 eröffneten Anlage hatte man einen weiten Blick über Berlin (der Blick ist inzwischen durch die gepflanzten Bäume versperrt).
Auf der Rixdorfer Höhe wurde 1955 das von Katharina Szelinski-Singer geschaffene Denkmal für die Berliner Trümmerfrauen enthüllt, das 1986 nach einer Renovierung am nördlichen Eingang des Volksparks Hasenheide zur Graefestraße einen neuen Standort fand.